# Ethmia
Ethmia là một chi bướm đêm lớn. Đây là chi đặc trưng của họ Ethmiidae, chi này đôi khi được xếp trong họ Elachistidae hay Oecophoridae dưới dạng phân họ.

## Các loài đặc trưng
Các loài thuộc Ethmia gồm có:
| - Ethmia afghana Sattler, 1967 - Ethmia alba (Amsel, 1949) - Ethmia albicostella (Beutenmüller, 1889) - Ethmia albifrontella Sattler, 1967 - Ethmia albistrigella (Walsingham, 1880) - Ethmia albitogata Walsingham, 1907 - Ethmia amasina (Staudinger, 1879) - Ethmia andalusica (Staudinger, 1879) - Ethmia angarensis Caradja, 1939 - Ethmia anthracopis (Meyrick, 1902) - Ethmia apicipunctella (Chambers, 1875) - Ethmia arctostaphylella (Walsingham, 1880) - Ethmia asbolarcha Meyrick, 1938 - Ethmia assamensis (Butler, 1879) - Ethmia aurifluella (Hübner, [1810]) - Ethmia autoschista Meyrick, 1932 - Ethmia bipunctella - Ethmia bittenella (Busck, 1910) - Ethmia bombina Sattler, 1967 - Ethmia brevistriga Clarke, 1950 - Ethmia burnsella Powell, 1973 - Ethmia caliginosella Busck, 1904 - Ethmia candidella (Alphéraky, 1908) - Ethmia caradjae (Rebel, 1907) - Ethmia charybdis Powell, 1973 - Ethmia chrysopyga - Ethmia chrysopygella (Kolenati, 1846) - Ethmia cirrhocnemia (Lederer, 1870) - Ethmia clytodoxa Turner, 1917 - Ethmia comitella Caradja, 1927 - Ethmia confusella (Walker, 1863) - Ethmia coquillettella Busck, 1967 - Ethmia crocosoma Meyrick, 1914 - Ethmia debendella Sattler, 1967 - Ethmia dehiscens Meyrick, 1924 - Ethmia delliella (Fernald, 1891) - Ethmia dentata Diakonoff & Sattler, 1966 - Ethmia discostrigella (Chambers, 1877) - Ethmia discrepitella (Rebel, 1901) - Ethmia distigmatella (Erschoff, 1874) - Ethmia ditreta Meyrick, 1920 - Ethmia dodecea - Ethmia duplicata Meyrick 1914 - Ethmia epileuca Powell, 1959 | - Ethmia epitrocha (Meyrick, 1914) - Ethmia ermineella (Walsingham, 1880) - Ethmia eupostica Powell, 1985 - Ethmia farrella Powell, 1973 - Ethmia flavianella (Treitschke, 1832) - Ethmia fumidella (Wocke, 1850) - Ethmia geranella Barnes & Busck, 1920 - Ethmia haemorrhoidella (Eversmann, 1844) - Ethmia hagenella (Chambers, 1878) - Ethmia heliomela Lower, 1923 - Ethmia hemadelpha (Lower, 1903) - Ethmia heptasema (Turner, 1898) - Ethmia hodgesella Powell, 1973 - Ethmia humilis Powell, 1973 - Ethmia infelix Wagner, 1914 - Ethmia interposita Sattler, 1967 - Ethmia iranella Zerny, 1940 - Ethmia japonica Sattler, 1967 - Ethmia julia Powell, 1973 - Ethmia lapidella (Walsingham, 1880) - Ethmia lassenella Busck, 1908 - Ethmia lecmima Sattler, 1967 - Ethmia lepidella (Chrétien, 1907) - Ethmia lineatonotella (Moore, 1867) - Ethmia longimaculella (Chambers, 1872) - Ethmia lugubris (Staudinger, 1879) - Ethmia lybiella (Ragonot, 1892) - Ethmia macelhosiella Busck, 1907 - Ethmia macneilli Powell, 1973 - Ethmia maculata Sattler, 1967 - Ethmia maculifera (Matsumura, 1931) - Ethmia maracandica (Rebel, 1901) - Ethmia marmorea (Walsingham, 1888) - Ethmia mimihagenella Powell, 1973 - Ethmia minuta Powell, 1973 - Ethmia mirusella (Chambers, 1874) - Ethmia monachella Busck, 1910 - Ethmia mongolica (Rebel, 1901) - Ethmia monticola (Walsingham, 1880) - Ethmia nadia Clarke, 1950 - Ethmia namangana (Rebel, 1901) - Ethmia nigrimaculata Sattler, 1967 - Ethmia nigripedella (Erschoff, 1877) - Ethmia nigroapicella – Kou Leafworm - Ethmia notatella (Walker, 1863) | - Ethmia octanoma Meyrick, 1914 - Ethmia orestella Powell, 1973 - Ethmia pagiopa Meyrick, 1918 - Ethmia plagiobothrae Powell, 1973 - Ethmia postica (Zeller, 1877) - Ethmia powelli Heppner, 1988 - Ethmia praeclara Meyrick, 1910 - Ethmia prattiella Busck, 1915 - Ethmia pseudoscythrella (Rebel, 1902) - Ethmia pseustis Turner, 1942 - Ethmia pusiella - Ethmia pyrausta - Ethmia quadrillella - Ethmia quadrinotellaMann, 1861 - Ethmia quadripunctella (Eversmann, 1844) - Ethmia rothschildi (Rebel, 1912) - Ethmia scylla Powell, 1973 - Ethmia semilugens (Zeller, 1872) - Ethmia semiombra Dyar, 1902 - Ethmia semitenebrella Dyar, 1902 - Ethmia septempunctata (Christoph, 1882) - Ethmia similis Sattler, 1967 - Ethmia sphaerosticha (Meyrick, 1887) - Ethmia sphenisca Powell, 1973 - Ethmia sporadica Turner, 1942 - Ethmia subsidiaris Meyrick, 1935 - Ethmia suspecta Sattler, 1967 - Ethmia tamaridella (Rebel, 1907) - Ethmia terminella - Ethmia thoraea Meyrick, 1910 - Ethmia timberlakei Powell, 1973 - Ethmia treitschkeella (Staudinger, 1879) - Ethmia tricula Powell, 1973 - Ethmia trifurcella (Chambers, 1873) - Ethmia tripunctella Staudinger, 1879 - Ethmia ultima Sattler, 1967 - Ethmia umbricostella Caradja, 1927 - Ethmia umbrimarginella Busck, 1907 - Ethmia vidua (Staudinger, 1879) - Ethmia virilisca Powell, 1985 - Ethmia vittalbella (Christoph, 1877) - Ethmia wursteri Amsel, 1956 - Ethmia xanthopleura Meyrick, 1931 - Ethmia zelleriella (Chambers, 1878) - Ethmia zygospila Meyrick, 1934 |

## Hình ảnh

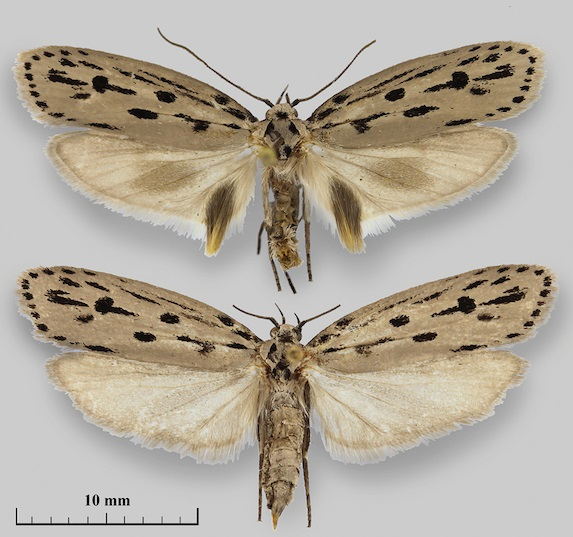

## Footnotes
1. ↑  ABRS (2008), và tham khảo tại Savela (2003)
2. ↑  Xem tham khảo tại Savela (2003)